# Phaeosclerotinia
Phaeosclerotinia es un género de hongos en la familia Sclerotiniaceae.